# Indicator
Az Indicator a madarak (Aves) osztályának harkályalakúak (Piciformes) rendjébe, ezen belül a mézkalauzfélék (Indicatoridae) családjába tartozó névadó típusnem.

## Rendszerezésük
A nemet James Francis Stephens angol ornitológus írta le 1815-ben, az alábbi 11 faj tartozik ide:
- malajziai mézkalauz (Indicator archipelagicus) Temminck, 1832
- Indicator conirostris (Cassin, 1856)
- Indicator exilis (Cassin, 1856)
- feketetorkú mézkalauz (Indicator indicator) (Sparrman, 1777)
- Indicator maculatus Gray, 1847
- Indicator meliphilus (Oberholser, 1905)
- kis mézkalauz (Indicator minor) Stephens, 1815
- Indicator pumilio Chapin, 1958
- pikkelyestorkú mézkalauz (Indicator variegatus) Lesson, 1830
- Willcock-mézkalauz (Indicator willcocksi) Alexander, 1901
- indiai mézkalauz (Indicator xanthonotus) Blyth, 1842

## Életmódjuk
Ennek a madárnemnek a neve arra a tulajdonságára utal, mely szerint az embereknek megmutatja a méhek kolóniáit, hogy aztán a szétvert kolóniából kivehesse a méhlárvákat és méhviaszt.

## Szaporodásuk
Ezek a fajok fészekparaziták; tojásaikat más madarak, főleg Lybiidae és harkályfélék odúfészkeibe rakják. Az Indicator tojók 5-7 napon keresztül, általában 5 tojást raknak le. Mindegyik tojás más fészekbe kerül. A kikelt Indicator fiókák kidobják mostohatestvéreiket a fészekből; ha nem, akkor éles és horga csőrükkel halálos sebeket ejtenek a tojásokon, illetve fiókákon.

### Fordítás
- Ez a szócikk részben vagy egészben  az   Indicator (genus) című angol Wikipédia-szócikk ezen változatának fordításán alapul.  Az eredeti cikk szerkesztőit annak laptörténete sorolja fel. Ez a jelzés csupán a megfogalmazás eredetét és a szerzői jogokat jelzi, nem szolgál a cikkben szereplő információk forrásmegjelöléseként.